# Włodzimierz Lubański

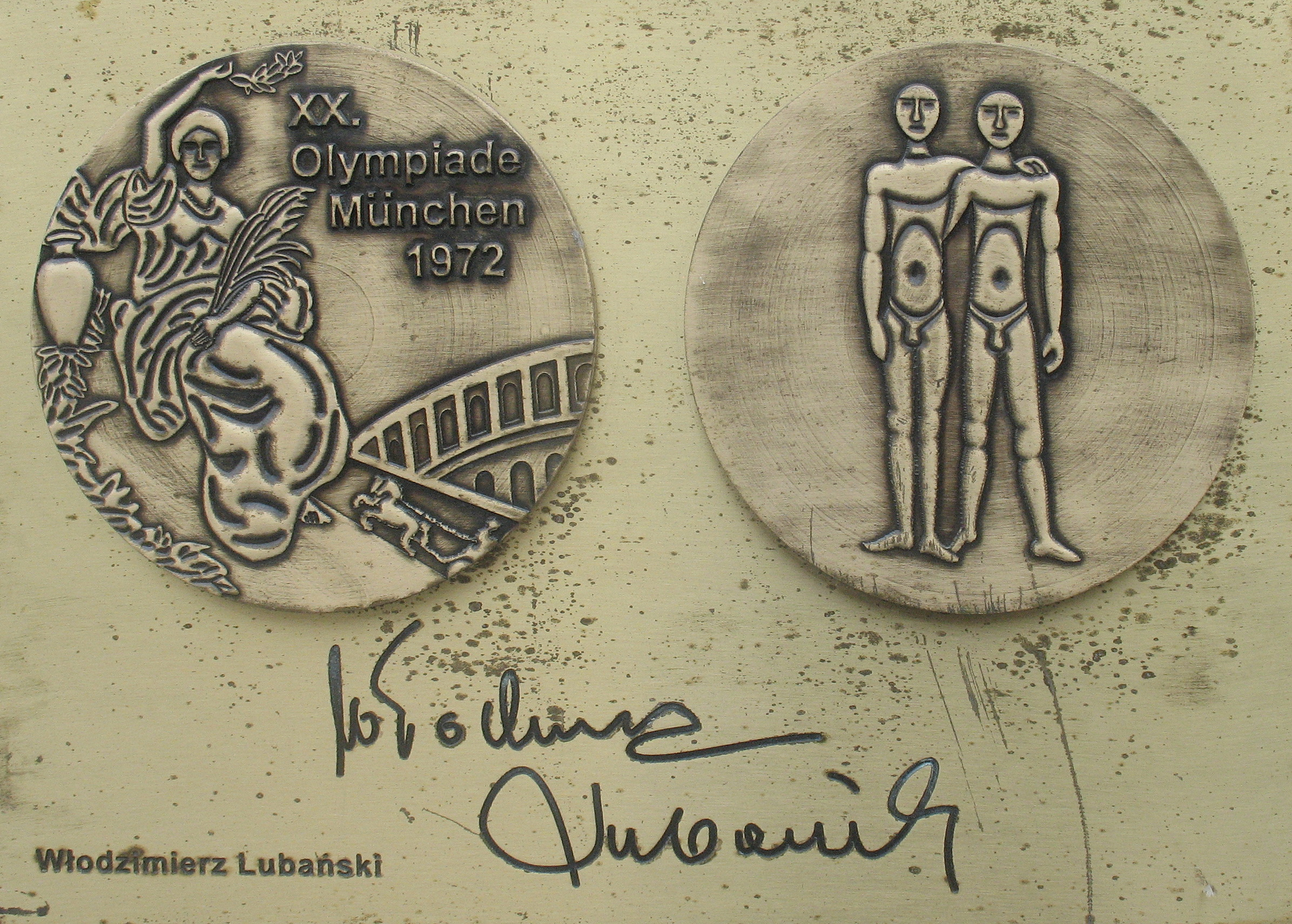
Kopia medalu i autograf W. Lubańskiego w Alei Gwiazd Sportu w Dziwnowie

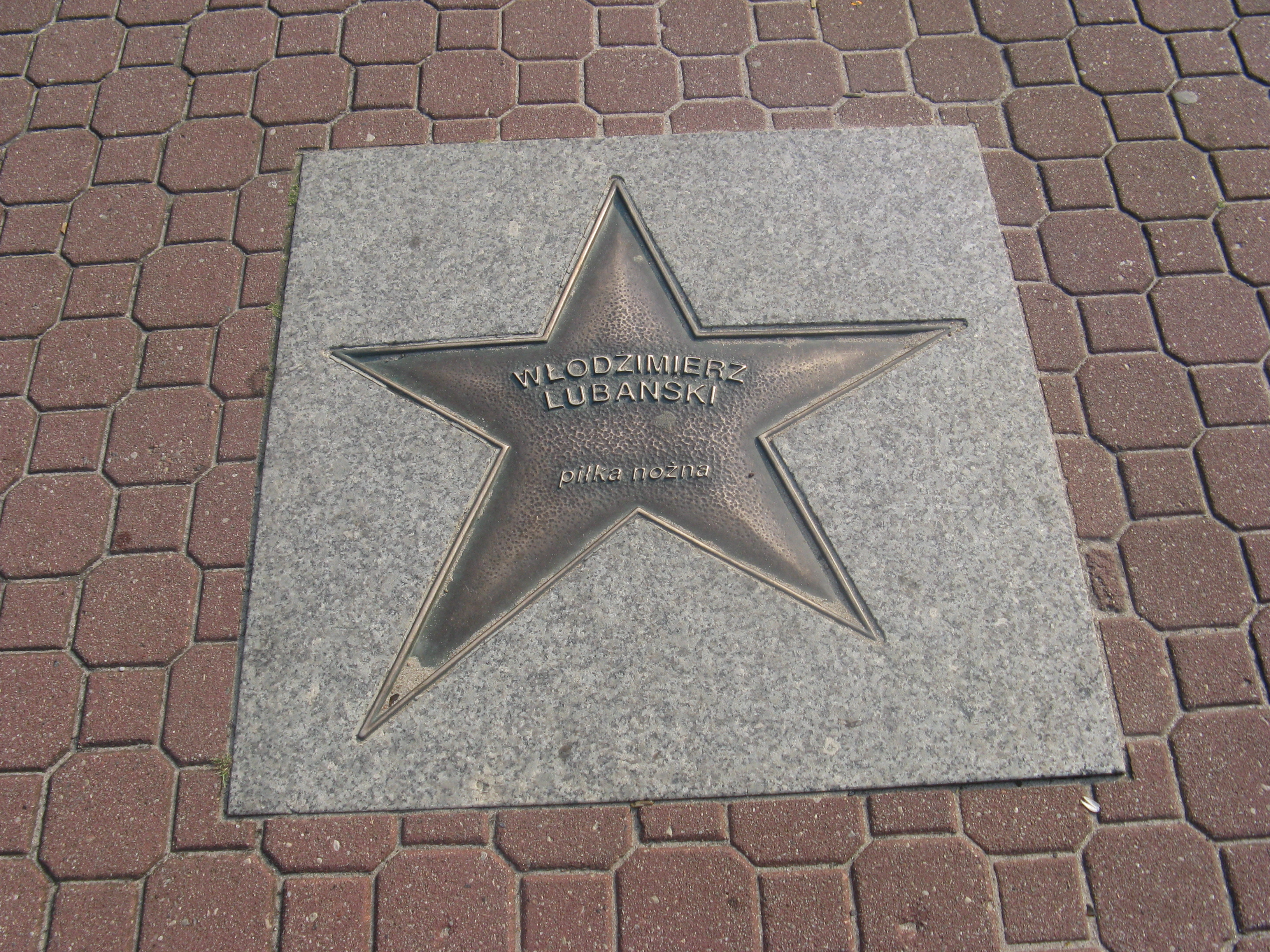
Gwiazda w Alei Gwiazd Sportu we Władysławowie

Włodzimierz Leonard Lubański (ur. 28 lutego 1947 w Gliwicach) – polski piłkarz występujący na pozycji środkowego napastnika, reprezentant Polski, olimpijczyk, trener.
Wychowanek Sośnicy Gliwice, następnie reprezentował barwy GKS-u Gliwice, Górnika Zabrze (siedmiokrotny mistrz Polski, sześciokrotny zdobywca Pucharu Polski), oraz KSC Lokeren, Valenciennes FC, Stade Quimper i KRC Mechelen. Z reprezentacją Polski zdobył mistrzostwo olimpijskie (1972) oraz uczestniczył w mistrzostwach świata 1978. Najmłodszy zawodnik i strzelec reprezentacji Polski (16 lat i 188 dni), a także drugi (48 bramek) spośród najskuteczniejszych strzelców w historii narodowej kadry. Zasłużony Mistrz Sportu, członek Klubu Wybitnego Reprezentanta.
W 2022 roku w ramach inicjatywy STS - “Pamiętajmy o sportowcach”, został odsłonięty mural przy ulicy Przyszłości 2-6b w Gliwicach-Sośnicy z wizerunkiem oraz odręcznym podpisem Włodzimierza Lubańskiego.

## Kariera piłkarska
Włodzimierz Lubański jest absolwentem Technikum Chemicznego w Gliwicach o profilu ceramik. Karierę piłkarską rozpoczął w 1957 roku w juniorach Sośnicy Gliwice, której prezesem był jego ojciec – Władysław, sekretarz partii PZPR w kopalni Sośnica. Następnie w latach 1958–1962 grał w juniorach GKS-u Gliwice, a potem rozpoczął profesjonalną karierę w Górniku Zabrze.
21 kwietnia 1963 zadebiutował w barwach Górnika w ekstraklasie, w meczu u siebie z Arkonią Szczecin zastąpił w drugiej połowie Erwina Wilczka. W 72. minucie tego meczu strzelił swoją pierwszą bramkę w ekstraklasie, podwyższając wynik na 3:0 (mecz zakończył się zwycięstwem Górnika Zabrze 4:0). W całym sezonie 1962/1963 rozegrał 8 meczów i strzelił 4 gole oraz zdobył pierwsze mistrzostwo Polski 
(po które z klubem sięgał jeszcze sześciokrotnie: 1964, 1965, 1966, 1967, 1971, 1972). Dwukrotnie zdobył wicemistrzostwo Polski (1969, 1974), zajął 3. miejsce w ekstraklasie (1968, 1970), sześciokrotnie zdobył Puchar Polski (1965, 1968, 1969, 1970, 1971, 1972).
Czterokrotnie z rzędu był królem strzelców ekstraklasy (1966-1969) oraz dwukrotnie zdobył tytuł „Piłkarza Roku” w plebiscycie katowickiego „Sportu” (1967, 1970), zaś w 1972 roku w tym plebiscycie zdobył „Złotego Buta”.
W 1967 roku został pierwszym Polakiem, który znalazł się w rankingu plebiscytu France Football na najlepszego piłkarza Europy, zajął wtedy 16. miejsce; w 1969 roku został sklasyfikowany na 23. miejscu, w 1972 roku na 7. miejscu, a w 1973 roku na 17. miejscu.
W europejskich pucharach Lubański z klubem dotarł do ćwierćfinału Pucharu Europy 1967/1968. W sezonie 1969/1970 z klubem osiągnął największy sukces polskiej klubowej piłki nożnej – dotarł do finału Pucharu Zdobywców Pucharów. Górnik Zabrze dokonał tego w dramatycznych okolicznościach. W półfinale z włoską AS Roma konieczne było rozegranie trzeciego meczu w Strasburgu. Zakończył się on wynikiem 1:1 po regulaminowym czasie gry (bramka Lubańskiego w 40. minucie). Dogrywka nie przyniosła rozstrzygnięcia. W związku z tym o awansie decydował rzut monetą. Okazał się on korzystny dla Górnika Zabrze. 29 kwietnia 1970 roku na stadionie Praterstadion w Wiedniu zespół zmierzył się w finale z angielskim Manchesterem City. Górnik przegrał mecz 1:2. Lubański z 7 bramkami został królem strzelców rozgrywek. Powtórzył ten wyczyn również sezon później (8 bramek). W sezonie 1970/1971 Górnik Zabrze dotarł do ćwierćfinału Pucharu Zdobywców Pucharów. Ulegli w nim Manchesterowi City (2:0, 0:2, 1:3).
W 1970 po finale Pucharu Zdobywców Pucharów z Manchesterem City do Górnika Zabrze zgłosili się przedstawiciele Realu Madryt z ofertą kupna Lubańskiego za rekordowy jak na owe czasy milion dolarów amerykańskich. Mimo intratnej propozycji na transfer nie zgodził się Komitet Centralny Polskiej Zjednoczonej Partii Robotniczej.
Po ciężkiej kontuzji doznanej w 1973 roku podczas meczu reprezentacji Polski, coraz rzadziej pojawiał się boisku, a dnia 15 czerwca 1975 roku rozegrał swój ostatni mecz w ekstraklasie, w którym Górnik Zabrze przegrał u siebie 0:5 z Legią Warszawa. Łącznie w ekstraklasie rozegrał 234 meczów, w których strzelił 155 goli, a we wszystkich rozgrywkach rozegrał dla Górnika Zabrze 315 meczów, w których strzelił 228 goli.
Następnie wyjechał do Belgii, gdzie został zawodnikiem klubu Eerste klasse – KSC Lokeren, w którym występował do 1982 roku. Rozegrał w tym klubie 196 meczów ligowych, w których zdobył 82 bramki, a w sezonie 1980/1981 zdobył wicemistrzostwo Belgii, a także dotarł do finału Pucharu Belgii oraz do ćwierćfinału Pucharu UEFA. Następnie w sezonie 1982/1983 reprezentował barwy drugoligowego francuskiego klubu Valenciennes FC, w barwach którego został królem strzelców rozgrywek, a trenerem był jego były klubowy kolega z Górnika Zabrze – Erwin Wilczek, a w latach 1983-1985 reprezentował barwy Stade Quimper, gdzie był również grającym trenerem (58 meczów, 14 goli), a potem przeniósł się do drugoligowego belgijskiego klubu – KRC Mechelen (również jako grający trener), w którym w 1986 roku po rozegraniu 1 meczu ligowego zakończył w wieku 39 lat piłkarską karierę.

### Reprezentacja
Włodzimierz Lubański w latach 1961–1963 grał w juniorskiej reprezentacji Polski. W dniu 4 września 1963 roku na Stadionie Miejskim w Szczecinie wraz z klubowym kolegą, Zygfrydem Szołtysikiem zadebiutował w seniorskiej reprezentacji Polski w wygranym 9:0 meczu towarzyskim z reprezentacją Norwegii, której w 67. minucie strzelił swoją pierwszą bramkę w reprezentacji Polski (zanim w 71. minucie został zmieniony przez Józefa Gałeczkę), dzięki czemu w wieku 16 lat i 188 dni został najmłodszym debiutantem i strzelcem reprezentacji Polski w historii.
Dnia 27 maja 1971 roku w Moskwie wystąpił w meczu pożegnalnym słynnego radzieckiego bramkarza – Lwa Jaszyna w drużynie Gwiazd FIFA wraz z Zygmuntem Anczokiem, oraz w meczu Europa-Ameryka Południowa.
W 1972 roku został powołany przez selekcjonera Kazimierza Górskiego na turniej olimpijski 1972 w Monachium, podczas którego rozegrał 6 meczów i strzelił 2 bramki, a reprezentacja Polski po wygranej 2:1 w meczu finałowym z obrońcami tytułu – reprezentacją Węgier, po raz pierwszy w historii została mistrzem olimpijskim.
Dnia 6 czerwca 1973 roku podczas wygranego 2:0 meczu eliminacyjnego mistrzostw świata 1974 na Stadionie Śląskim w Chorzowie, w 47. minucie ustalił wynik meczu, a siedem minut później został sfaulowany przez Roya McFarlanda, odnosząc kontuzję więzadła krzyżowego, wykluczającą go z gry na dwa lata (w tym z mistrzostw świata 1974 na których reprezentacja Polski zajęła trzecie miejsce), jednak po wielu latach sam Lubański w swoich wspomnieniach przyznał, że kontuzja nie była wynikiem faulu Roya McFarlanda, lecz wcześniejszego urazu powstałego z powodu nieodpowiedniego przygotowania do meczu.
W reprezentacji Polski ponownie zagrał za kadencji selekcjonera Jacka Gmocha dnia 31 października 1976 roku w meczu eliminacyjnym mistrzostw świata 1978, w którym reprezentacja Polski na Stadionie Dziesięciolecia w Warszawie wygrała 5:0 z reprezentacją Cypru. W dniu 21 września 1977 roku na Stadionie Śląskim w Chorzowie podczas wygranego 4:1 meczu eliminacyjnym mistrzostw świata 1978 z reprezentacją Danii, w 38. minucie mając szansę na zdobycie bramki, zrezygnował ze strzału i przeskoczył nad bramkarzem rywali Perem Poulsenem, aby nie narazić go na kontuzję, a strzał dokończył Grzegorz Lato, podwyższając wynik na 2:0. Za to zachowanie Lubański otrzymał w 1978 roku nagrodę Fair play UNESCO oraz w tym samym roku został powołany przez selekcjonera Jacka Gmocha na mistrzostwa świata 1978 w Argentynie, na których reprezentacja Polski zakończyła udział w drugiej rundzie, a Lubański rozegrał 5 meczów i nie strzelił bramki, zaś wkrótce po zakończeniu turnieju odszedł z reprezentacji Polski, z którą po raz ostatni wystąpił w 1980 r. w zremisowanym 1:1 towarzyskim spotkaniu z Czechosłowacją na Stadionie Śląskim w Chorzowie, strzelając swojego 48. gola, co było rekordem kraju do 5 października 2017, kiedy pobił go Robert Lewandowski. (W czasie, gdy mecz był rozgrywany, bramka ta uznawana była za pięćdziesiątą, ale potem w wyniku skreślenia z listy oficjalnych meczów reprezentacji niektórych spotkań z reprezentacjami olimpijskimi, liczbę tę zweryfikowano.)
Łącznie w latach 1963–1980 Włodzimierz Lubański w reprezentacji Polski rozegrał 75 meczów, w których strzelił 48 goli.

### Po zakończeniu kariery
Po zakończeniu kariery piłkarskiej został w Belgii, gdzie ukończył Szkołę Trenerów Federacji Belgijskiej przy Stadionie Heysel i mieszka do dziś. W latach 1986–1987 szkolił młodzież Anderlechtu, a w latach 1987-1988 był trenerem KSC Lokeren, a w latach 1988-1990 i 2006-2010 asystentem trenerów. W 1990 roku założył firmę „Lubański Sport-Management”, a od 1994 roku ma menadżerską licencję FIFA. Komentuje także mecze reprezentacji Polski w telewizji. Był jednym z bliższych doradców trenera Jerzego Engela. Przez jakiś czas prowadził także kawiarnię.
W 2003 został uznany za najlepszego polskiego piłkarza 50-lecia UEFA.
Został członkiem komitetu poparcia Bronisława Komorowskiego przed przyspieszonymi wyborami prezydenckimi 2010.
Dnia 18 sierpnia 2011 roku Włodzimierz Lubański jako pierwszy został wyróżniony tytułem Honorowego Ambasadora Górnika Zabrze, a dnia 20 sierpnia 2012 roku został wyróżniony tytułem Honorowego Obywatela Miasta Zabrze.
Dnia 31 maja 2016 roku został patronem Centrum Sportowo-Konferencyjnego w Gniewinie.
O Włodzimierzu Lubańskim powstało kilka książek, m.in. Ja, Lubański Krzysztofa Wyrzykowskiego (1990), Włodek Lubański. Legenda polskiego futbolu Włodzimierza Lubańskiego i Przemysława Słowińskiego (2008), Życie jak dobry mecz Włodzimierza Lubańskiego i Michała Olszańskiego (2016).

## Statystyki

### Klubowe
| Klub               | Sezon              | Liga                     | Liga    | Liga   | Puchar kraju | Puchar kraju | Europa  | Europa | Suma    | Suma   |
| Klub               | Sezon              | Liga                     | Występy | Bramki | Występy      | Bramki       | Występy | Bramki | Występy | Bramki |
| ------------------ | ------------------ | ------------------------ | ------- | ------ | ------------ | ------------ | ------- | ------ | ------- | ------ |
| Górnik Zabrze      | 1962/1963          | I liga (ob. Ekstraklasa) | 8       | 4      | 1            | 0            | –       | –      | 9       | 4      |
| Górnik Zabrze      | 1963/1964          | I liga (ob. Ekstraklasa) | 23      | 12     | 1            | 0            | 4       | 1      | 28      | 13     |
| Górnik Zabrze      | 1964/1965          | I liga (ob. Ekstraklasa) | 13      | 9      | 2            | 3            | 3       | 1      | 18      | 13     |
| Górnik Zabrze      | 1965/1966          | I liga (ob. Ekstraklasa) | 18      | 23     | 5            | 7            | 5       | 3      | 28      | 33     |
| Górnik Zabrze      | 1966/1967          | I liga (ob. Ekstraklasa) | 25      | 18     | 1            | 1            | 5       | 3      | 31      | 22     |
| Górnik Zabrze      | 1967/1968          | I liga (ob. Ekstraklasa) | 24      | 24     | 4            | 6            | 6       | 4      | 34      | 34     |
| Górnik Zabrze      | 1968/1969          | I liga (ob. Ekstraklasa) | 23      | 22     | 7            | 7            | –       | –      | 30      | 29     |
| Górnik Zabrze      | 1969/1970          | I liga (ob. Ekstraklasa) | 23      | 12     | 5            | 4            | 10      | 7      | 38      | 23     |
| Górnik Zabrze      | 1970/1971          | I liga (ob. Ekstraklasa) | 21      | 10     | 4            | 6            | 7       | 8      | 32      | 24     |
| Górnik Zabrze      | 1971/1972          | I liga (ob. Ekstraklasa) | 25      | 14     | 5            | 6            | 2       | 1      | 32      | 21     |
| Górnik Zabrze      | 1972/1973          | I liga (ob. Ekstraklasa) | 18      | 2      | –            | –            | 4       | 5      | 22      | 7      |
| Górnik Zabrze      | 1973/1974          | I liga (ob. Ekstraklasa) | 1       | 0      | –            | –            | –       | –      | 1       | 0      |
| Górnik Zabrze      | 1974/1975          | I liga (ob. Ekstraklasa) | 12      | 5      | –            | –            | –       | –      | 12      | 5      |
| Górnik Zabrze      | Łącznie            | Łącznie                  | 234     | 155    | 35           | 40           | 46      | 33     | 315     | 228    |
| KSC Lokeren        | 1975/1976          | Eerste klasse            | 34      | 17     | 2            | 1            | –       | –      | 36      | 18     |
| KSC Lokeren        | 1976/1977          | Eerste klasse            | 29      | 11     | 3            | 2            | 3       | 1      | 32      | 14     |
| KSC Lokeren        | 1977/1978          | Eerste klasse            | 31      | 15     | 5            | 4            | –       | –      | 36      | 19     |
| KSC Lokeren        | 1978/1979          | Eerste klasse            | 32      | 12     | 4            | 4            | –       | –      | 36      | 16     |
| KSC Lokeren        | 1979/1980          | Eerste klasse            | 28      | 15     | 3            | 1            | –       | –      | 31      | 16     |
| KSC Lokeren        | 1980/1981          | Eerste klasse            | 24      | 8      | 2            | 2            | 5       | 0      | 31      | 10     |
| KSC Lokeren        | 1981/1982          | Eerste klasse            | 18      | 4      | 1            | 0            | 1       | 0      | 20      | 4      |
| KSC Lokeren        | Łącznie            | Łącznie                  | 196     | 82     | 20           | 14           | 9       | 1      | 225     | 97     |
| Valenciennes FC    | 1982/1983          | Deuxième Division        | 31      | 28     | –            | –            | –       | –      | 31      | 28     |
| Valenciennes FC    | Łącznie            | Łącznie                  | 31      | 28     | –            | –            | –       | –      | 31      | 28     |
| Stade Quimper      | 1983/1984          | Deuxième Division        | 33      | 7      | –            | –            | –       | –      | 33      | 7      |
| Stade Quimper      | 1984/1985          | Deuxième Division        | 25      | 7      | –            | –            | –       | –      | 25      | 7      |
| Stade Quimper      | Łącznie            | Łącznie                  | 58      | 14     | –            | –            | –       | –      | 58      | 14     |
| KRC Mechelen       | 1985/1986          | Tweede klasse            | 1       | 0      | –            | –            | –       | –      | 1       | 0      |
| KRC Mechelen       | Łącznie            | Łącznie                  | 1       | 0      | –            | –            | –       | –      | 1       | 0      |
| Łącznie w karierze | Łącznie w karierze | Łącznie w karierze       | 520     | 279    | 55           | 54           | 52      | 34     | 626     | 367    |

### Reprezentacyjne
| Reprezentacja narodowa | Rok     | Występy | Gole |
| ---------------------- | ------- | ------- | ---- |
| Polska                 |         |         |      |
| 1963                   | 3       | 1       |      |
| 1964                   | 4       | 2       |      |
| 1965                   | 2       | 5       |      |
| 1966                   | 6       | 1       |      |
| 1967                   | 7       | 3       |      |
| 1968                   | 6       | 6       |      |
| 1969                   | 8       | 10      |      |
| 1970                   | 7       | 2       |      |
| 1971                   | 5       | 4       |      |
| 1972                   | 9       | 3       |      |
| 1973                   | 5       | 7       |      |
| 1974                   | 0       | 0       |      |
| 1975                   | 0       | 0       |      |
| 1976                   | 1       | 0       |      |
| 1977                   | 3       | 2       |      |
| 1978                   | 8       | 1       |      |
| 1979                   | 0       | 0       |      |
| 1980                   | 1       | 1       |      |
| Łącznie                | Łącznie | 75      | 48   |

| Mecze i gole w reprezentacji | Mecze i gole w reprezentacji | Mecze i gole w reprezentacji | Mecze i gole w reprezentacji | Mecze i gole w reprezentacji | Mecze i gole w reprezentacji | Mecze i gole w reprezentacji |
| Lp.                          | Data                         | Miasto                       | Przeciwnik                   | Gol                          | Wynik                        | Rozgrywki                    |
| ---------------------------- | ---------------------------- | ---------------------------- | ---------------------------- | ---------------------------- | ---------------------------- | ---------------------------- |
| 1.                           | 04.09.1963                   | Szczecin                     | Norwegia                     | Gol                          | 9:0                          | Mecz towarzyski              |
| 2.                           | 22.09.1963                   | Poznań                       | Turcja                       |                              | 0:0                          | Mecz towarzyski              |
| 3.                           | 16.10.1963                   | Ateny                        | Grecja                       |                              | 1:3                          | Mecz towarzyski              |
| 4.                           | 13.09.1964                   | Warszawa                     | Czechosłowacja               |                              | 2:1                          | Mecz towarzyski              |
| 5.                           | 27.09.1964                   | Stambuł                      | Turcja                       | Gol                          | 3:2                          | Mecz towarzyski              |
| 6.                           | 07.10.1964                   | Solna                        | Szwecja                      |                              | 3:3                          | Mecz towarzyski              |
| 7.                           | 25.10.1964                   | Dublin                       | Irlandia                     | Gol                          | 2:3                          | Mecz towarzyski              |
| 8.                           | 24.10.1965                   | Szczecin                     | Finlandia                    | Gol · Gol · Gol · Gol        | 7:0                          | El. Mundialu 1966            |
| 9.                           | 01.11.1965                   | Rzym                         | Włochy                       | Gol                          | 1:6                          | El. Mundialu 1966            |
| 10.                          | 03.05.1966                   | Chorzów                      | Węgry                        | Gol                          | 1:1                          | Mecz towarzyski              |
| 11.                          | 18.05.1966                   | Wrocław                      | Szwecja                      |                              | 1:1                          | Mecz towarzyski              |
| 12.                          | 08.06.1966                   | Rio de Janeiro               | Brazylia                     |                              | 1:2                          | Mecz towarzyski              |
| 13.                          | 11.06.1966                   | Buenos Aires                 | Argentyna                    |                              | 1:1                          | Mecz towarzyski              |
| 14.                          | 05.07.1966                   | Chorzów                      | Anglia                       |                              | 0:1                          | Mecz towarzyski              |
| 15.                          | 22.10.1966                   | Paryż                        | Francja                      |                              | 1:2                          | El. Euro 1968                |
| 16.                          | 16.04.1967                   | Luksemburg                   | Luksemburg                   |                              | 0:0                          | El. Euro 1968                |
| 17.                          | 21.05.1967                   | Chorzów                      | Belgia                       | Gol · Gol                    | 3:1                          | El. Euro 1968                |
| 18.                          | 28.07.1967                   | Wrocław                      | ZSRR                         |                              | 0:1                          | El. IO 1968                  |
| 19.                          | 04.08.1967                   | Moskwa                       | ZSRR                         | Gol                          | 1:2                          | El. IO 1968                  |
| 20.                          | 17.09.1967                   | Warszawa                     | Francja                      |                              | 1:4                          | El. Euro 1968                |
| 21.                          | 08.10.1967                   | Bruksela                     | Belgia                       |                              | 4:2                          | El. Euro 1968                |
| 22.                          | 29.10.1967                   | Kraków                       | Rumunia                      |                              | 0:0                          | Mecz towarzyski              |
| 23.                          | 24.04.1968                   | Chorzów                      | Turcja                       | Gol · Gol · Gol              | 8:0                          | Mecz towarzyski              |
| 24.                          | 01.05.1968                   | Warszawa                     | Holandia                     |                              | 0:0                          | Mecz towarzyski              |
| 25.                          | 15.05.1968                   | Dublin                       | Irlandia                     | Gol                          | 2:2                          | Mecz towarzyski              |
| 26.                          | 09.06.1968                   | Oslo                         | Norwegia                     | Gol                          | 1:6                          | Mecz towarzyski              |
| 27.                          | 20.06.1968                   | Warszawa                     | Brazylia                     |                              | 3:6                          | Mecz towarzyski              |
| 28.                          | 30.10.1968                   | Chorzów                      | Irlandia                     | Gol                          | 1:0                          | Mecz towarzyski              |
| 29.                          | 20.04.1969                   | Kraków                       | Luksemburg                   | Gol · Gol · Gol · Gol · Gol  | 8:1                          | El. Mundialu 1970            |
| 30.                          | 30.04.1969                   | Ankara                       | Turcja                       | Gol                          | 3:1                          | Mecz towarzyski              |
| 31.                          | 07.05.1969                   | Rotterdam                    | Holandia                     |                              | 0:1                          | El. Mundialu 1970            |
| 32.                          | 15.06.1969                   | Sofia                        | Bułgaria                     |                              | 1:4                          | El. Mundialu 1970            |
| 33.                          | 27.08.1969                   | Łódź                         | Irlandia                     | Gol · Gol                    | 6:1                          | Mecz towarzyski              |
| 34.                          | 07.09.1969                   | Chorzów                      | Holandia                     | Gol                          | 2:1                          | El. Mundialu 1970            |
| 35.                          | 12.10.1969                   | Luksemburg                   | Luksemburg                   | Gol                          | 5:1                          | El. Mundialu 1970            |
| 36.                          | 09.11.1969                   | Warszawa                     | Bułgaria                     |                              | 3:0                          | El. Mundialu 1970            |
| 37.                          | 06.05.1970                   | Poznań                       | Irlandia                     |                              | 2:1                          | Mecz towarzyski              |
| 38.                          | 16.05.1970                   | Kraków                       | NRD                          |                              | 1:1                          | Mecz towarzyski              |
| 39.                          | 19.05.1970                   | Kopenhaga                    | Dania                        |                              | 2:0                          | Mecz towarzyski              |
| 40.                          | 02.09.1970                   | Warszawa                     | Dania                        | Gol                          | 5:0                          | Mecz towarzyski              |
| 41.                          | 06.09.1970                   | Rostock                      | NRD                          |                              | 0:5                          | Mecz towarzyski              |
| 42.                          | 23.09.1970                   | Dublin                       | Irlandia                     |                              | 2:0                          | Mecz towarzyski              |
| 43.                          | 14.10.1970                   | Chorzów                      | Albania                      | Gol                          | 3:0                          | El. Euro 1972                |
| 44.                          | 05.05.1971                   | Lozanna                      | Dania                        | Gol                          | 4:2                          | Mecz towarzyski              |
| 45.                          | 12.05.1971                   | Tirana                       | Albania                      |                              | 1:1                          | El. Euro 1972                |
| 46.                          | 22.09.1971                   | Kraków                       | Turcja                       | Gol · Gol · Gol              | 5:1                          | El. Euro 1972                |
| 47.                          | 10.10.1971                   | Warszawa                     | RFN                          |                              | 1:3                          | El. Euro 1972                |
| 48.                          | 17.11.1971                   | Hamburg                      | RFN                          |                              | 0:0                          | El. Euro 1972                |
| 49.                          | 16.04.1972                   | Stara Zagora                 | Bułgaria                     | Gol                          | 1:3                          | El. IO 1972                  |
| 50.                          | 07.05.1972                   | Warszawa                     | Bułgaria                     |                              | 3:0                          | El. IO 1972                  |
| 51.                          | 10.05.1972                   | Poznań                       | Szwajcaria                   |                              | 0:0                          | Mecz towarzyski              |
| 52.                          | 30.08.1972                   | Ratyzbona                    | Ghana                        | Gol                          | 4:0                          | IO 1972                      |
| 53.                          | 01.09.1972                   | Norymberga                   | NRD                          |                              | 2:1                          | IO 1972                      |
| 54.                          | 03.09.1972                   | Ratyzbona                    | Dania                        |                              | 1:1                          | IO 1972                      |
| 55.                          | 05.09.1972                   | Augsburg                     | ZSRR                         |                              | 2:1                          | IO 1972                      |
| 56.                          | 08.09.1972                   | Norymberga                   | Maroko                       | Gol                          | 5:0                          | IO 1972                      |
| 57.                          | 10.09.1972                   | Monachium                    | Węgry                        |                              | 2:1                          | IO 1972                      |
| 58.                          | 20.03.1973                   | Łódź                         | Maroko                       | Gol · Gol · Gol              | 4:0                          | Mecz towarzyski              |
| 59.                          | 28.03.1973                   | Cardiff                      | Walia                        |                              | 0:2                          | El. Mundialu 1974            |
| 60.                          | 13.05.1973                   | Warszawa                     | Jugosławia                   | Gol                          | 2:2                          | Mecz towarzyski              |
| 61.                          | 16.05.1973                   | Wrocław                      | Irlandia                     | Gol · Gol                    | 2:0                          | Mecz towarzyski              |
| 62.                          | 06.06.1973                   | Chorzów                      | Anglia                       | Gol                          | 2:0                          | El. Mundialu 1974            |
| 63.                          | 31.10.1976                   | Warszawa                     | Cypr                         |                              | 5:0                          | El. Mundialu 1978            |
| 64.                          | 13.04.1977                   | Budapeszt                    | Węgry                        |                              | 1:2                          | Mecz towarzyski              |
| 65.                          | 01.05.1977                   | Kopenhaga                    | Dania                        | Gol · Gol                    | 2:1                          | El. Mundialu 1978            |
| 66.                          | 21.09.1977                   | Chorzów                      | Dania                        |                              | 4:1                          | El. Mundialu 1978            |
| 67.                          | 22.03.1978                   | Luksemburg                   | Luksemburg                   | Gol                          | 3:1                          | Mecz towarzyski              |
| 68.                          | 12.04.1978                   | Łódź                         | Irlandia                     |                              | 3:0                          | Mecz towarzyski              |
| 69.                          | 26.04.1978                   | Warszawa                     | Bułgaria                     |                              | 1:0                          | Mecz towarzyski              |
| 70.                          | 01.06.1978                   | Buenos Aires                 | RFN                          |                              | 0:0                          | Mundial 1978                 |
| 71.                          | 06.06.1978                   | Rosario                      | Tunezja                      |                              | 1:0                          | Mundial 1978                 |
| 72.                          | 10.06.1978                   | Rosario                      | Meksyk                       |                              | 3:1                          | Mundial 1978                 |
| 73.                          | 18.06.1978                   | Mendoza                      | Peru                         |                              | 1:0                          | Mundial 1978                 |
| 74.                          | 21.06.1978                   | Mendoza                      | Brazylia                     |                              | 1:3                          | Mundial 1978                 |
| 75.                          | 24.09.1980                   | Chorzów                      | Czechosłowacja               | Gol                          | 1:1                          | Mecz towarzyski              |

## Sukcesy

### Górnik Zabrze
- Mistrzostwo Polski: 1963, 1964, 1965, 1966, 1967, 1971, 1972
- Wicemistrzostwo Polski: 1969, 1974
- Puchar Polski: 1965, 1968, 1969, 1970, 1971, 1972
- Finał Pucharu Zdobywców Pucharów: 1970
- Ćwierćfinał Pucharu Europy: 1968
- Ćwierćfinał Pucharu Zdobywców Pucharów: 1971

### KSC Lokeren
- Wicemistrzostwo Belgii: 1981
- Finał Pucharu Belgii: 1981
- Ćwierćfinał Pucharu UEFA: 1981

### Reprezentacyjne
- Mistrzostwo olimpijskie: 1972

### Indywidualne
- Król strzelców ekstraklasy: 1966, 1967, 1968, 1969
- Król strzelców Pucharu Zdobywców Pucharów: 1970, 1971
- Król strzelców Deuxième Division: 1983
- Piłkarz Roku w plebiscycie katowickiego "Sportu": 1967, 1970
- Złoty But w plebiscycie katowickiego "Sportu": 1972
- Dżentelmen Sportu: 1972, 1977
- Nagroda fair play UNESCO: 1978
- Najlepszy polski piłkarz 50-lecia UEFA: 2003
- Lewy napastnik w jedenastce stulecia PZPN: 2019

### Rekordy
- Najmłodszy debiutant w reprezentacji Polski: 16 lat 188 dni
- Najmłodszy strzelec w reprezentacji Polski: 16 lat 188 dni
- Najlepszy strzelec wszech czasów Górnika Zabrze: 228 goli

### Odznaczenia
- Odznaka „Zasłużony Mistrz Sportu”
- Złota Odznaka PZPN (wrzesień 1972)[12]
- Krzyż Kawalerski Orderu Odrodzenia Polski (1972)[13]
- Krzyż Oficerski Orderu Odrodzenia Polski (1997, za wybitne zasługi dla rozwoju sportu polskiego)[14]
- Krzyż Komandorski Orderu Zasługi Rzeczypospolitej Polskiej (2015, za wybitne zasługi w integrowaniu środowiska polonijnego w Belgii, za krzewienie ideałów sportowej rywalizacji i ducha olimpijskiego wśród dzieci i młodzieży polonijnej)[15]

## Życie prywatne
Włodzimierz Lubański jest żonaty z Grażyną Lubańską, z którą ma dwójkę dzieci: syna Michała i córkę Małgorzatę. Jest kolekcjonerem win i miłośnikiem malarstwa polskiego, zwłaszcza Piotra Michałowskiego.